# Ōkubo Tadakazu
Ōkubo Tadakazu (大久保忠員?; 1510 – 1582) è stato un samurai del clan Ōkubo durante il periodo Sengoku.
Tadakazu era figlio di Ōkubo Tadahiro. Servì Matsudaira Hirotada e Tokugawa Ieyasu e fu attivo nelle lotte di quest'ultimo contro il Monto di Mikawa (gruppo militaristico anti-Matsudaira) dopo il 1561. Mentre il giovane Ieyasu era ostaggio del clan Imagawa, Tadakazu lavorò in modo efficace per mantenere unito il clan durante la sua assenza.

## Figli
- Ōkubo Tadayo (1531-1593)
- Ōkubo Tadasuke (1537-1613)
- Ōkubo Tadatame (1554-1616)
- Ōkubo Tadataka (1560-1639)